# Richard Olney (Politiker, 1835)

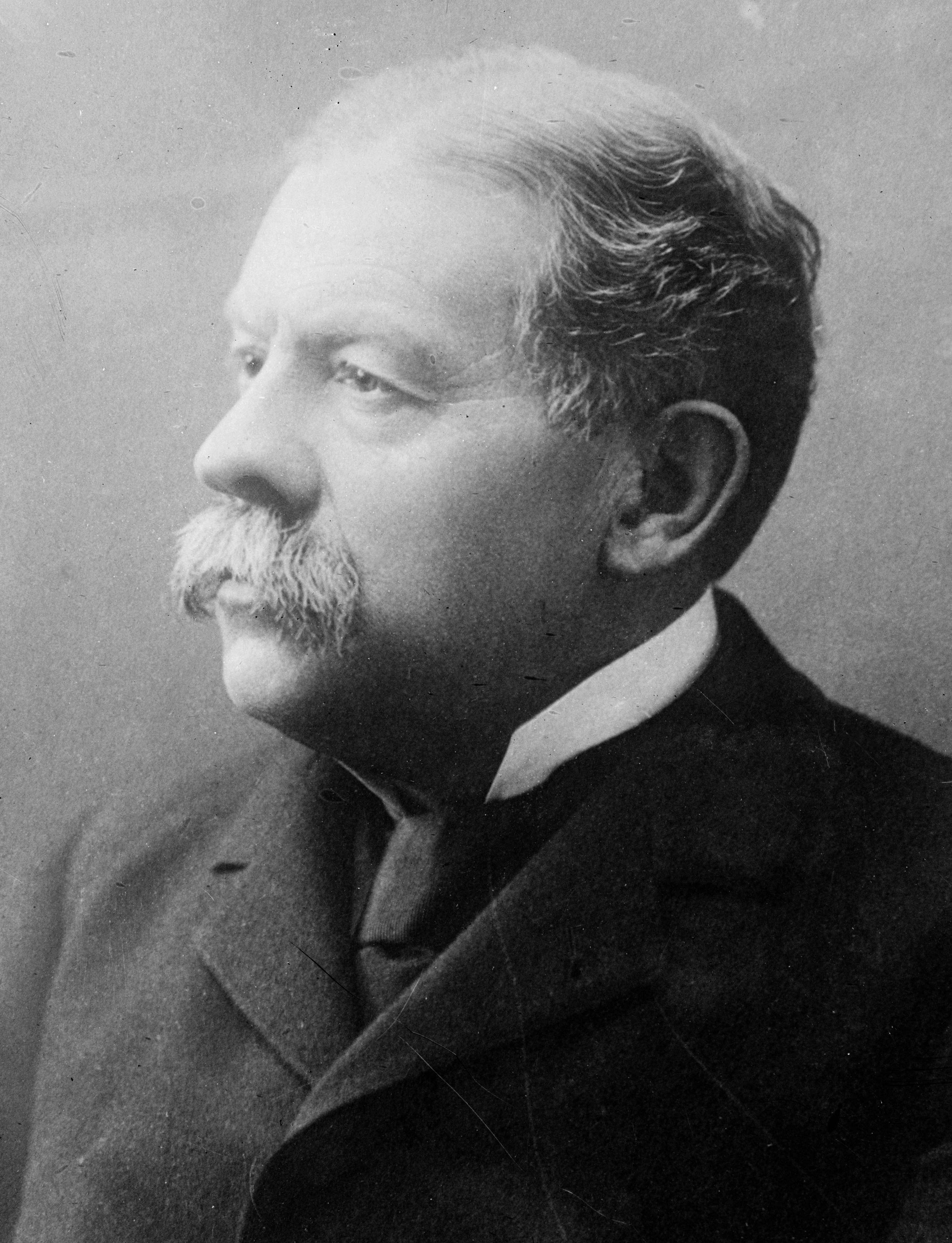
Richard Olney

Richard Olney (* 15. September 1835 in Oxford, Massachusetts; † 8. April 1917 in Boston, Massachusetts) war ein US-amerikanischer Politiker und von 1895 bis 1897 Außenminister der Vereinigten Staaten. Unter Präsident Grover Cleveland war er zuvor auch schon als Justizminister tätig.

## Leben
Olney studierte Jura an der Brown University und der Harvard Law School, bevor er 1859 begann, als Rechtsanwalt zu praktizieren und danach eine hohe Stellung innerhalb der Anwaltschaft erreichte. 1874 war er für die Demokraten Mitglied des Repräsentantenhauses von Massachusetts.
Im März 1893 wurde Olney Justizminister der USA. Während des sogenannten Pullman-Streiks in Pullman bei Chicago ordnete er 1894 an, dass die Bezirksanwälte von den Bundesgerichten Vollstreckungsbefehle erlangen sollten, um die Arbeiter von gewalttätigen Ausschreitungen zurückzuhalten. Sein Vorgehen stellte den Präzedenzfall für ein „Regieren mit einstweiliger Verfügung“ dar (government by injunction). Olney empfahl daneben den Einsatz von Bundestruppen, um die Unruhen niederzuschlagen, da die Regierung Auswirkungen auf den Post- und Eisenbahnverkehr zwischen den Bundesstaaten verhindern müsse.
Nach dem Tod von Außenminister Walter Q. Gresham wurde Olney am 10. Juni 1895 dessen Nachfolger. Kurz nach seiner Ernennung erklärte er die US-amerikanischen Auslandsvertretungen zu Botschaften, nachdem diese zuvor als Gesandtschaften protokollarisch untergeordnet waren. Damit wurde der Anspruch auf Gleichberechtigung mit den übrigen Weltmächten betont. Durch seine Position im Grenzkonflikt zwischen Großbritannien und Venezuela und seinem Briefwechsel mit Premierminister Lord Salisbury verschärfte er die Interpretation der sogenannten Monroe-Doktrin, die den amerikanischen Kontinent zur Interessensphäre der USA erklärt hatte.
Nach dem Ende der Amtszeit von Präsident Cleveland 1897 arbeitete Olney wieder als Jurist.